# Meunasah Manyet
Meunasah Manyet is een bestuurslaag in het regentschap Aceh Besar van de provincie Atjeh, Indonesië. Meunasah Manyet telt 654 inwoners (volkstelling 2010).